# Domenico Ebner
Domenico Ebner (Friburgo de Brisgovia, 26 de abril de 1994) es un jugador de balonmano italo-alemán que juega de portero en el SC DHfK Leipzig. Es internacional con la selección de balonmano de Italia.
Su primer gran campeonato con la selección fue el Campeonato Mundial de Balonmano Masculino de 2025.

## Clubes
| Club                   | País     | Año         |
| ---------------------- | -------- | ----------- |
| SG Köndringen/Teningen | Alemania | 2011 - 2016 |
| SG BBM Bietigheim      | Alemania | 2016 - 2019 |
| TSV Hannover-Burgdorf  | Alemania | 2019 - 2023 |
| SC DHfK Leipzig        | Alemania | 2023 - Act. |